# Анна Катарина Доротея фон Залм-Кирбург
Анна Катарина Доротея фон Залм-Кирбург (на немски: Anna Katharina Dorothea von Salm-Kyrburg; * 27 януари 1614, Финстинген, Франция; † 27 юни 1655, Щутгарт) е вилд- и рейнграфиня фон Залм-Кирбург и чрез женитба херцогиня на Вюртемберг.

## Живот
Дъщеря е на шведския военачалник граф Йохан Казмир фон Салм-Кирбург (1577 – 1651) и първата му съпруга графиня Доротея фон Золмс-Лаубах (1579 – 1631), дъщеря на Йохан Георг I фон Золмс-Лаубах (1546 – 1600) и Маргарета фон Шьонбург-Глаухау († 1606). От 1635 г. нейната фамилия живее в Страсбург.
Анна Катарина се омъжва на 26 февруари 1637 г. в Страсбург за Еберхард III фон Вюртемберг (1614 – 1674), от 1628 г. осмият херцог на Вюртемберг. На 30 октомври 1638 г. те се местят в Щутгарт.
Анна Катарина Доротея умира на 7 юни 1655 г. в Щутгарт и е погребана там.

## Деца
Анна Катарина и Еберхард III имат 14 деца: 
- Йохан фон Вюртемберг-Винентал (* 9 септември 1637, Страсбург; † 2 август 1659, Лондон)
- Лудвиг фон Вюртемберг-Щутгарт (* 2 ноември 1638, Страсбург; † 18 януари 1639, Щутгарт)
- Кристиан фон Вюртемберг-Щутгарт (* 29 ноември 1639, Щутгарт; † 23 март 1640, Щутгарт)
- Еберхард фон Вюртемберг-Щутгарт (* 12 декември 1640, Щутгарт; † 24 февруари 1641, Щутгарт)
- София Луиза (* 19 февруари 1642, Щутгарт; † 3 октомври 1702, Байройт), омъжена за маркграф Христиан Ернст фон Байройт (1644 – 1712)
- Доротея фон Вюртемберг-Щутгарт (* 13 февруари 1643, Кирххайм унтер Тек; † 27 март 1650, Щутгарт)
- Кристина Фридерика (* 28 февруари 1644, Щутгарт; † 30 октомври 1674, Щутгарт), омъжена за княз Албрехт Ернст I фон Йотинген-Йотинген (1642 – 1683)
- Кристина Шарлота фон Вюртемберг (* 21 октомври 1645, Щутгарт; † 16 май 1699, Бруххаузен-Филзен), омъжена за княз Георг Христиан от Източна Фризия (1634 – 1665)
- Вилхелм Лудвиг фон Вюртемберг (* 7 януари 1647, Щутгарт; † 23 юни 1677, Хирзау), 9. херцог на Вюртемберг, женен 1673 г. в Дармщат за принцеса Магдалена Сибила фон Хесен-Дармщат (1652 – 1712),
- Анна фон Вюртемберг-Щутгарт (* 27 ноември 1648, Щутгарт; † 10 ноември 1691, Аурих)
- Карл фон Вюртемберг-Щутгарт (* 28 януари 1650, Щутгарт; † 2 юни 1650, Щутгарт)
- Еберхардина Катарина фон Вюртемберг (* 12 април 1651, Щутгарт; † 19 август 1683, Йотинген), омъжена за княз Албрехт Ернст I фон Йотинген-Йотинген (* 12 април 1651, Щутгарт; † 19 август 1683, Йотинген), (1642 – 1683)
- Фридрих Карл фон Вюртемберг-Винентал (* 12 септември 1652, Щутгарт; † 20 декември 1698, Щутгарт), женен за Елеонора Юлиана фон Бранденбург-Ансбах (1663 – 1724)
- Карл Максимилиан фон Вюртемберг-Винентал (* 28 септември 1654, Щутгарт; † 9 януари 1689, Файхинген)